# Caldes d’Estrac
Caldes d’Estrac település Spanyolországban, Barcelona tartományban. Lakosainak száma 3259 fő (2024).

## Földrajza
Caldes d’Estrac Arenys de Mar és Sant Vicenç de Montalt községekkel határos.

## Megközelítése
A település vasútállomása Barcelona felől a Barcelona–Mataró–Maçanet-Massanes-vasútvonalon közelíthető meg a RENFE/Rodalies de Catalunya R1 elővárosi járataival.

## Testvértelepülések
- Castelfranco Piandiscò

## Népesség
A település lakosságának változását az alábbi diagram mutatja:
| Lakosok száma | 204  | 735  | 936  | 1038 | 1307 | 2448 | 2799 | 2738 | 2982 | 3259 |
|               | 1717 | 1887 | 1936 | 1960 | 1986 | 2004 | 2009 | 2014 | 2019 | 2024 |